# Desnivell acumulat
El desnivell acumulat és la suma de tots els desnivells que se salven en una ruta. Aquest terme s'usa molt al món del muntanyisme, ja que és un dels factors més importants en la classificació d'una ruta segons la seva dificultat. Generalment, una ruta de muntanya en la qual el desnivell acumulat és superior als 600 metres es considera de «Dificultat mitjana», mentre que si supera els 1000 metres la ruta passa a ser de «Dificultat alta». Evidentment aquests valors no són fixos ni absoluts ja que en l'avaluació de la dificultat d'una ruta intervenen molts altres factors del relleu, del temps atmosfèric i dels propis esportistes.
Tanmateix, cal distingir entre desnivell acumulat pujant o desnivell positiu i desnivell acumulat baixant o desnivell negatiu. La suma de tots dos desnivells és el que dona com a resultat el desnivell acumulat o desnivell total, havent de diferenciar-se del desnivell net, que únicament es refereix a la diferència d'altitud entre dos punts.
En un recorregut on el punt de sortida i arribada sigui el mateix, la diferència entre els desnivells acumulats positiu i negatiu (desnivell net) sempre serà zero. És a dir, sempre la suma de desnivells positius coincidirà amb la suma de desnivells negatius. En ocasions, ocorre que un navegador GPS de muntanya pot donar diferents sumes de desnivells positius i negatius, això és a causa de la imprecisió del navegador GPS en connectar amb més o menys satèl·lits al llarg del recorregut, fet que pot donar una lectura errònia d'altitud.